# کولنبروک
کولنبروک (به انگلیسی: Colnbrook) یک روستا در بریتانیا است که در Colnbrook with Poyle واقع شده‌است. کولنبروک ۶٬۱۵۷ نفر جمعیت دارد.